# Kaletinac
Kaletinac (izvirno srbsko Калетинац) je naselje v Srbiji, ki upravno spada pod Občino Gadžin Han; slednja pa je del Niškega upravnega okraja.

## Demografija
V naselju živi 97 polnoletnih prebivalcev, pri čemer je njihova povprečna starost 58,9 let (53,8 pri moških in 64,8 pri ženskah). Naselje ima 49 gospodinjstev, pri čemer je povprečno število članov na gospodinjstvo 2,06.
To naselje je, glede na rezultate popisa iz leta 2002, večinoma srbsko, a v času zadnjih treh popisov je opazno zmanjšanje števila prebivalcev.
|  |

| Demografija | Demografija     | Demografija     |
| Leto        | Št. prebivalcev | Št. prebivalcev |
| ----------- | --------------- | --------------- |
|             |                 |                 |
|             |                 |                 |
|             |                 |                 |
|             |                 |                 |
| 1948        | 559             |                 |
| 1953        | 538             |                 |
| 1961        | 490             |                 |
| 1971        | 350             |                 |
| 1981        | 226             |                 |
| 1991        | 150             | 138             |
| 2002        | 105             | 101             |
|             |                 |                 |

| Etnična sestava po popisu iz leta 2002 | Etnična sestava po popisu iz leta 2002 | Etnična sestava po popisu iz leta 2002 | Etnična sestava po popisu iz leta 2002 | Etnična sestava po popisu iz leta 2002 |
| -------------------------------------- | -------------------------------------- | -------------------------------------- | -------------------------------------- | -------------------------------------- |
| Srbi                                   | Srbi                                   |                                        | 99                                     | 98,01%                                 |
| Neznano                                | Neznano                                |                                        | 2                                      | 1,98%                                  |